# Rosé (sanger)
Roseanne Park, bedre kendt med kunstnernavnet 로제 / Rosé (født 11. februar 1997) er newzealandsk og sydkoreansk sanger. Hun er medlem af K-pop-gruppen Blackpink.

## Diskografi
- 2021 - On the Ground[2]
- 2021 - Gone